# Arnaldo Taurisano
Arnaldo Taurisano, (Milán, 5 de noviembre de 1933-Brescia, 7 de mayo de 2019) fue un entrenador de baloncesto italiano. 

## Trayectoria
- Pallacanestro Vigevano (1962-1963)
- Pallacanestro Cantú (1965-1966)
- Pallacanestro Cantú (1969-1979)
- Basket Rimini (1979-1980)
- Lazio Roma (1981-1982)
- Partenope Napoli (1982-1984)
- Basket Brescia (1984-1986)
- Partenope Napoli (1986-1988)
- Pallacanestro Pavia (1988-1990)

## Palmarés
- Copa Intercontinental: 1

Pallacanestro Cantú: 1976.
- Copa Korac: 3

Pallacanestro Cantú: 1973, 1974, 1975.
- Recopa: 3

Pallacanestro Cantú: 1977, 1978 y 1979.
- LEGA: 1

Pallacanestro Cantú: 1975.